# Comuna Zubiv Mist, Kameanka-Buzka
Zubiv Mist (în ucraineană Зубів Міст) este o comună în raionul Kameanka-Buzka, regiunea Liov, Ucraina, formată din satele Hrușka, Iahidnea, Obîdiv și Zubiv Mist (reședința).

## Demografie
Componența lingvistică a comunei Zubiv Mist
     Ucraineană (99,79%)
Conform recensământului din 2001, majoritatea populației comunei Zubiv Mist era vorbitoare de ucraineană (99,79%), existând în minoritate și vorbitori de alte limbi.